# Suruh (Tasikmadu)
Suruh is een bestuurslaag in het regentschap Karanganyar van de provincie Midden-Java, Indonesië. Suruh telt 6160 inwoners (volkstelling 2010).